# 1/35スケール

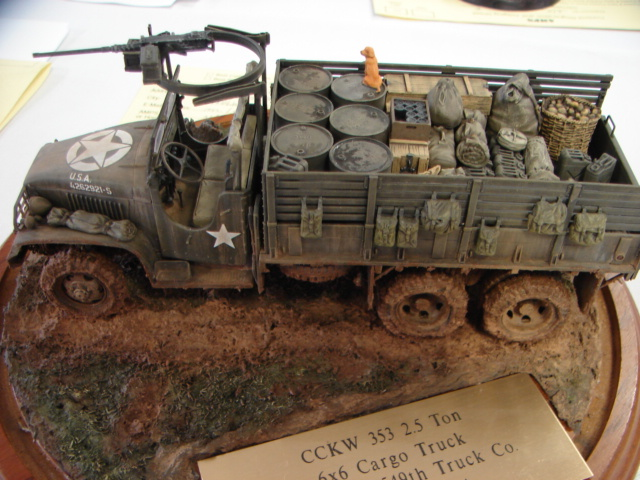
1/35スケールのGMC軍用トラック

1/35スケールは、スケールモデルで用いられる縮尺の1つである。主に、戦車などのプラモデルに使用される。

## 概要
1/35スケールは、日本で生まれた縮尺であり、現在では世界的にミリタリーモデルの標準スケールとして用いられている。
1/35スケールを初めて採用したプラモデルは、タミヤ（当時は「田宮模型」）が1961年に発売した「パンサータンク」である。1/35スケールを採用したのは、電動走行させるために車体に組み込むモーターや電池、ギアボックスなどの大きさから逆算した縮尺が1/35に近かったためである。パンサーの売り上げは好調だったため、タミヤは同じスケールで戦車モデルのシリーズ化を行ったが、初期の戦車シリーズの一部には内部スペースを確保するために1/35スケールより大きめに作られたものもあった。また、1960年代にはタミヤ以外にも独自に1/35スケールで戦車をモデル化したメーカーや、航空機をモデル化したメーカーもあった。その後タミヤ製1/35スケールモデルの品質の高さが認められ、ラインナップが充実してくると、追随して1/35スケールを採用するメーカーが徐々に増加し、事実上の国際標準スケールとなった。現在ではアジアとヨーロッパの多くのメーカーが1/35スケールで戦車やフィギュアなどのミリタリーモデルを発売しており、ミリタリーモデルでは最も充実したスケールとなっている。またヘリコプターや恐竜などのプラモデル、『装甲騎兵ボトムズ』など一部のキャラクターモデルにも1/35スケールは使用されている。

## プラモデル

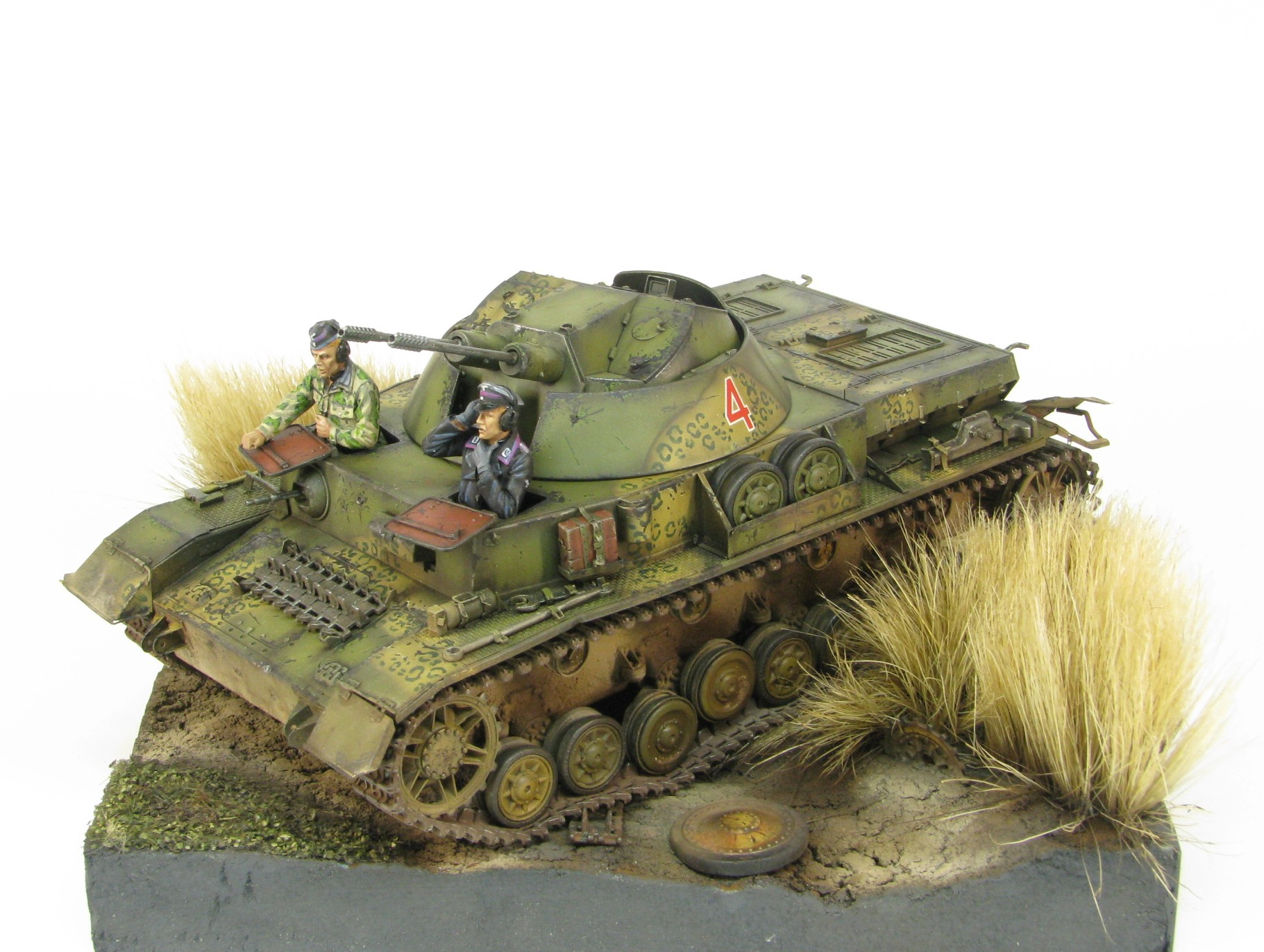
1/35スケールクーゲルブリッツ

### ミリタリーモデル
タミヤが1/35戦車シリーズの開発を進めた1960年代には、ミリタリーモデルには標準のスケールは無く、欧米では1/32または1/40スケールが使用されることが多かったものの、日本国内では各社が独自のスケールで電動の戦車モデルを発売していた。その中で大滝製作所、日本ホビー、日本模型、日東科学教材などが1960年代に既に1/35スケールのミリタリーモデルを発売している。1970年頃までには、タミヤの1/35戦車シリーズは30種類を超えて品質も大幅に向上し、更に電動を廃したミリタリーミニチュアシリーズも加わったことにより、日本国内では1/35スケールはミリタリーモデルの標準のスケールとして定着し、1972年には新メーカーのマックス模型が1/35スケールのミリタリーモデルで市場に参入している。日本国外でも1973年にイタリアのイタレリが1/35スケールのミリタリーモデルに参入したのを始め、1970年代の半ばにはフランスのエレールやイタリアのエッシーも1/35スケールのミリタリーモデルを発売している。アメリカでも、モノグラムが1973年に1950年代末に作られたミリタリーモデルの再発売を行う際、一部の製品に1/35スケールと表示している。また、テスターは1979年からイタレリ製の1/35スケールキットのアメリカ国内でのOEM販売を行っている。1990年頃には香港のドラゴンモデルズが1/35スケールのミリタリーモデルに参入して精力的に製品の開発を進め、1990年代半ば以降にはズベズダなど旧ソビエト・東欧圏の多くのメーカーが1/35スケールのミリタリーモデルの生産を始めた。1980年代から90年代にかけて主に日本製キットのコピーや、そのバリエーションに近い製品を主に作っていた韓国のアカデミーや、中国のトランペッターも、2000年頃からはオリジナルの製品を多数開発している。2012年現在、上記以外にも日本や中国、台湾などの多くのメーカーが1/35スケールのミリタリーモデルを作っている他、改造やディテールアップ用のパーツも多くのメーカーから発売されている。
また、ミリタリーモデルとは多少性格が異なるが、1970年代後半にタミヤから忠臣蔵の登場人物の1/35スケールモデルが2セット計12体発売され、アオシマからも日本の歴史モデルとして戦国武将や赤穂浪士などが発売されている。

### 恐竜
現在タミヤから、恐竜を単体でモデル化した「恐竜シリーズ」と、台座や樹木などが付属した「恐竜世界シリーズ」の2つのシリーズが1/35スケールで発売されている。1980年代初めに発売された「恐竜シリーズ」は比較的古い復元図に基づいて造形されているが、1990年代半ばに発売された「恐竜世界シリーズ」は映画ジュラシック・パークなどで一般化した新しいイメージで作られている。また、タミヤの工場見学者用の記念品として作られた1/35スケールのプテラノドンが、イベントなどで限定販売されたこともある。
アメリカのリンドバーグなどからも、1/35スケールの恐竜が何点か発売されているほか、スケールは明記されていないものの、タミヤのキットとほぼ同サイズの恐竜が、イギリスのエアフィックスなど幾つかのメーカーから発売されている。
ガレージキットとしても、海洋堂などからレジンキャストやソフビ製の1/35スケールの恐竜が多数発売されている。

### 航空機
航空機では近似スケールの1/32が標準スケールとして用いられているため、1/35スケールで製品化されている航空機は少なく、その殆どは軍用車両にスケールを合わせた、輸送用や攻撃用のヘリコプターである。既に1970年代半ばには、フランスのエレールが1/35スケールの軍用車両と共に輸送用ヘリコプターのシュペル・フルロンを発売している。2000年代に入ると、日本のフジミ模型、韓国のアカデミー、中国のトランペッター、台湾のAFVクラブなどから1/35スケールのヘリコプターが発売され、アメリカのMRCからもそれらの一部がOEMで発売されている。2010年には、日本のトライスターが、固定翼機のフィーゼラー・シュトルヒを1/35スケールで発売した。また、国産プラモデル黎明期の1960年代にはマルサン商店、日本模型、大滝製作所などから1/35スケールの零戦などが発売されていた。

### 艦船
タミヤがミリタリーミニチュアシリーズのNo.150として発売した「ピバー」を始め、軍用車両にスケールを合わせた小艦艇の1/35スケールモデルがいくつかのメーカーから発売されている。また、イタレリは2006年より各国の小型潜水艇や魚雷艇をシリーズで製品化している。

### キャラクターモデル
1980年代半ばにタカラからアニメ『装甲騎兵ボトムズ』のアーマードトルーパー（以下、AT）が1/35スケールで発売されていた。これらATのプラモデルは、2006年にタカラトミーから「SAKリバイバルコレクションシリーズ」として、3種1組で4点が再発売され、パッケージには発売当時のイラストが使用されていた。2018年にはゾイドワイルドが発売されている。また、PLUMからは、2011年よりゲーム『重装機兵レイノス』および『重装機兵ヴァルケン』のアサルトスーツが、2013年に『パワードール』のパワーローダーが、2024年に5inch Mechanismの一つとして『ウルフファング』の装甲機兵が1/35スケールで発売されている。バンダイは2006年より「U.C.ハードグラフ」のシリーズ名で、『機動戦士ガンダム』に登場する軍用車両とフィギュアを1/35スケールでモデル化しており、2009年には61式戦車、2011年にはコア・ファイターも発売された。また、2000年代半ばにはマスターグレード（MG）シリーズで『聖戦士ダンバイン』のダンバインや、『機動警察パトレイバー』のイングラムを1/35スケールで発売している。